# Barbara Romanò
Barbara Romanò (Milano, 14 gennaio 1965) è un'ex tennista italiana.

## Biografia
Professionista dal 1983, ha conseguito i migliori risultati nel 1989, piazzandosi alla posizione numero 74 in singolo e alla numero 89 in doppio.
Nel Grande Slam ha raggiunto in singolare il secondo turno per due volte, entrambe al Roland Garros (1988 e 1990).
In doppio è stata sconfitta due volte in finale.